# سياسة التأشيرات في الجزائر
سياسة التأشيرات في الجزائر تجب على الزائرين للجمهورية الجزائرية الديمقراطية الشعبية الحصول على تأشيرة من إحدى البعثات الدبلوماسية الجزائرية في بلادهم، أو إذا أتوا من إحدى الدول المعفاة من التأشيرة نهائياً أو من الدول التي يُسمح لمواطنيها الحصول على تأشيرة دخول لدى وصولهم. يجب على جميع زوار الجزائر حمل جواز سفر ساري المفعول لمدة 6 أشهر.

الدول والأقاليم التي تمنح الجزائر لمواطنيها تأشيرات دخول:
الجزائر
بدون تأشيرة

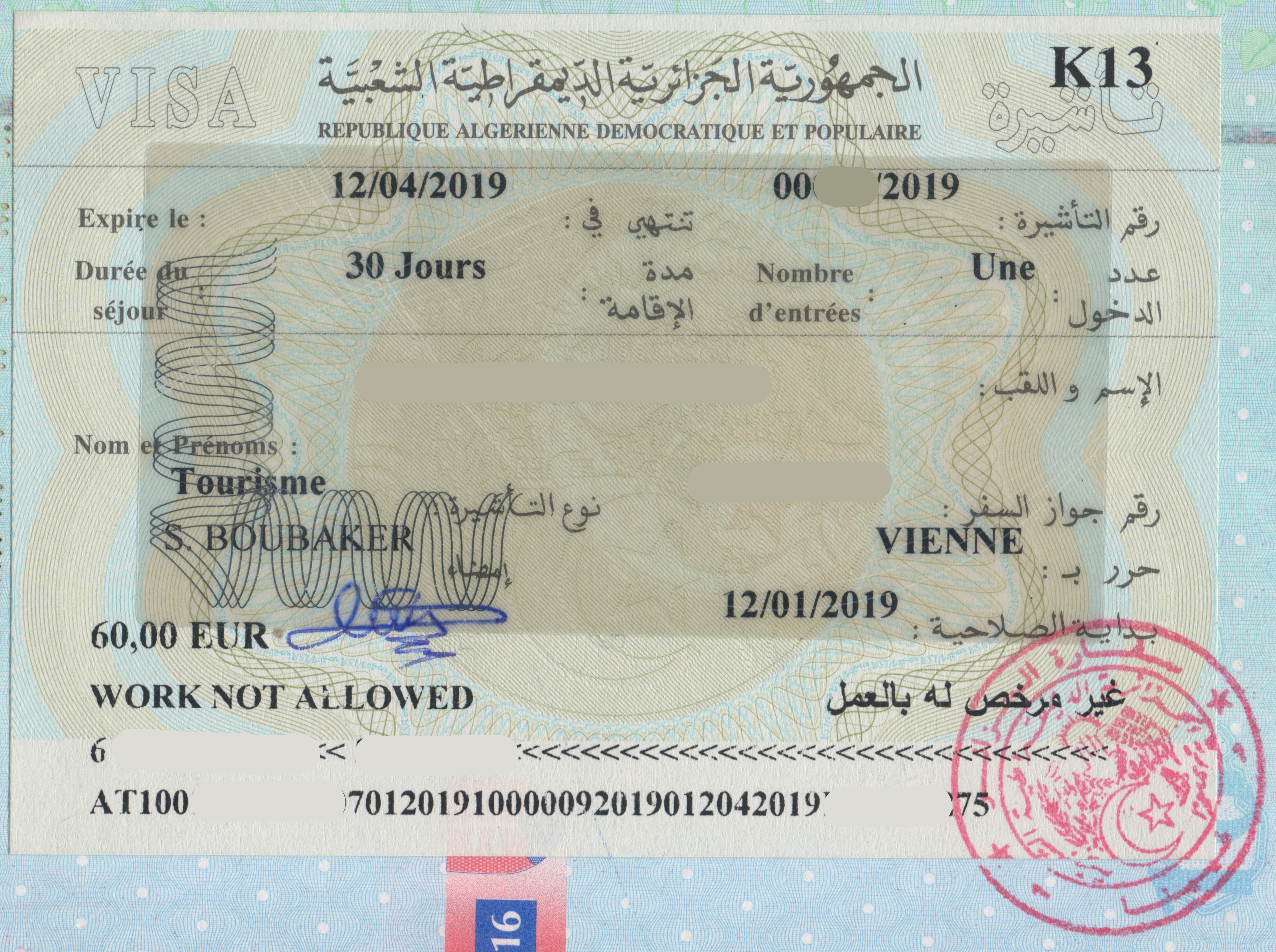
تأشيرة الجزائر.

## الإعفاء من التأشيرة

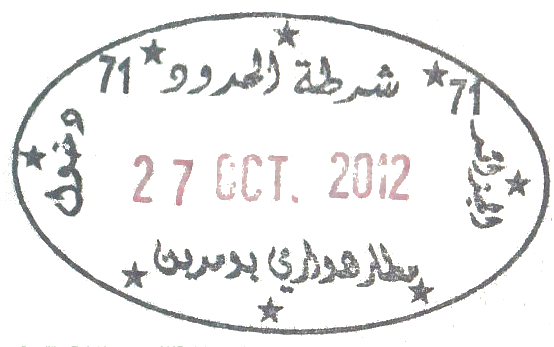
ختم وصول إلى مطار هواري بومدين الدولي بالجزائر عام 2012.

يمكن لمواطني 11 دولة البقاء 90 يوماً في الجزائر ما دام الغرض من الإقامة هو السياحة أو الأعمال التجارية:
| - الأرجنتين - ليبيا - ماليزيا - المالديف - مالي - موريتانيا | - الجمهورية العربية الصحراوية الديمقراطية - سيشل - سوريا - تونس - اليمن |

### جوازات السفر الدبلوماسية
يمكن لحاملي جوازات السفر الدبلوماسية من مواطني هذه الدول الستة زيارة الجزائر دون تأشيرة:
| - الأرجنتين - كرواتيا - فرنسا | - ألمانيا - المجر - رومانيا |

### جوازات سفر دبلوماسية أو رسمية
حاملي جوازات السفر الدبلوماسية أو الرسمية (أو الخدمية) من 27 دولة يمكنهم زيارة الجزائر دون تأشيرة:
| - ألبانيا - بنين - البرازيل - كوبا - مصر - إثيوبيا - اليونان - غينيا - إيطاليا | - ماليزيا - مالي - مالطا - المكسيك - النيجر - بيرو - البرتغال - كوريا الجنوبية - السنغال | - سلوفاكيا - جنوب إفريقيا - إسبانيا - سويسرا - تنزانيا - تركيا - الإمارات العربية المتحدة - فنزويلا - فيتنام |

## حظر دخول
- إسرائيل: يتم رفض دخول أو عبور المواطنين الإسرائيليين، حتى لو لم يغادر الطائرة.[3]